# Žura
Žura  je priimek več znanih Slovencev:
- Drago Žura (*1970), organizator dela in politik
- Jože Žura (*1943), novinar
- Marijan Žura (*1961), gradbenik, strokovnjak za prometno tehniko
- Vladimir Žura (*1929), zdravnik stomatolog, ortodont, čeljustni kirurg